# اچ‌ام‌اس هیستینگز (ال۲۷)
اچ‌ام‌اس هیستینگز (ال۲۷) (به انگلیسی: HMS Hastings (L27)) یک کشتی بود که طول آن ۲۵۰ فوت (۷۶ متر) بود. این کشتی در سال ۱۹۳۰ ساخته شد.